# Calakmul (comune)
Calakmul è uno degli 11 comuni dello stato della Campeche, Messico; si estende per un'area di 13.839,11 km² con una popolazione di 23.814 abitanti secondo il censimento del 2005.
Ufficialmente nasce tale comune il 31 dicembre del 1996 secondo il Decreto numero 244 della IV Legislatura del Congresso di Stato.
Confina al nord e con il comune di Champotón e con il comune di Hopelchén; a est con lo stato messicano di Quintana Roo; a sud con la repubblica del Guatemala e a ovest con il comune di Escárcega e con il comune di Carmen.

## Archeologia
È di notevole importanza sul piano archeologico per merito dell'antica città maya di Calakmul (bene protetto dall'UNESCO).

## Località principali
A capo del comune c'è la città di Xpujil con 3.222 abitanti.
Le altre località sedi della giunta comunale sono:
- Zoh-Laguna con 1.021 abitanti;
- Constitución con 1.016 abitanti.

## Cronologia dei governatori
| Governatore del Comune              | Periodo     |
| Eliseo Ek Alcocer                   | 1997 – 2000 |
| Epifanio Hernández Cervantes        | 2000-2003   |
| M.V.Z. Julio Cesar Pulido Contreras | 2003-2006   |
| Ing. Luis A. Gonzalez Caamal        | 2006-2009   |